# Pentaschistis chrysura
Pentaschistis chrysura är en gräsart som först beskrevs av Karl Moritz Schumann, och fick sitt nu gällande namn av Albert Peter. Pentaschistis chrysura ingår i släktet Pentaschistis och familjen gräs. Inga underarter finns listade i Catalogue of Life.